# Contamine-sur-Arve
Contamine-sur-Arve és un municipi francès situat al departament de l'Alta Savoia i a la regió d'Alvèrnia-Roine-Alps. L'any 2007 tenia 1.537 habitants.

## Demografia

### Població
El 2007 la població de fet de Contamine-sur-Arve era de 1.537 persones. Hi havia 570 famílies de les quals 126 eren unipersonals (73 homes vivint sols i 53 dones vivint soles), 175 parelles sense fills, 228 parelles amb fills i 41 famílies monoparentals amb fills.
La població ha evolucionat segons el següent gràfic:
Habitants censats

### Habitatges
El 2007 hi havia 658 habitatges, 573 eren l'habitatge principal de la família, 50 eren segones residències i 36 estaven desocupats. 540 eren cases i 112 eren apartaments. Dels 573 habitatges principals, 425 estaven ocupats pels seus propietaris, 121 estaven llogats i ocupats pels llogaters i 26 estaven cedits a títol gratuït; 5 tenien una cambra, 43 en tenien dues, 91 en tenien tres, 129 en tenien quatre i 305 en tenien cinc o més. 510 habitatges disposaven pel capbaix d'una plaça de pàrquing. A 205 habitatges hi havia un automòbil i a 326 n'hi havia dos o més.

### Piràmide de població
La piràmide de població per edats i sexe el 2009 era:
| Homes | Edats   | Dones |
| ----- | ------- | ----- |
| 0     | 95 o +  | 0     |
| 12    | 90 a 94 | 4     |
| 8     | 85 a 89 | 12    |
| 0     | 80 a 84 | 8     |
| 20    | 75 a 79 | 20    |
| 8     | 70 a 74 | 8     |
| 24    | 65 a 69 | 36    |
| 8     | 60 a 64 | 16    |
| 44    | 55 a 59 | 28    |
| 52    | 50 a 54 | 32    |
| 56    | 45 a 49 | 80    |
| 44    | 40 a 44 | 56    |
| 72    | 35 a 39 | 56    |
| 44    | 30 a 34 | 72    |
| 28    | 25 a 29 | 36    |
| 28    | 20 a 24 | 32    |
| 36    | 15 a 19 | 48    |
| 48    | 10 a 14 | 60    |
| 40    | 5 a 9   | 72    |
| 28    | 0 a 4   | 32    |

## Economia
El 2007 la població en edat de treballar era de 1.023 persones, 770 eren actives i 253 eren inactives. De les 770 persones actives 727 estaven ocupades (384 homes i 343 dones) i 42 estaven aturades (16 homes i 26 dones). De les 253 persones inactives 67 estaven jubilades, 109 estaven estudiant i 77 estaven classificades com a «altres inactius».

### Ingressos
El 2009 a Contamine-sur-Arve hi havia 564 unitats fiscals que integraven 1.471,5 persones, la mediana anual d'ingressos fiscals per persona era de 24.679 €.

### Activitats econòmiques
Dels 74 establiments que hi havia el 2007, 1 era d'una empresa extractiva, 2 d'empreses alimentàries, 5 d'empreses de fabricació de material elèctric, 10 d'empreses de fabricació d'altres productes industrials, 15 d'empreses de construcció, 17 d'empreses de comerç i reparació d'automòbils, 3 d'empreses de transport, 4 d'empreses d'hostatgeria i restauració, 1 d'una empresa d'informació i comunicació, 1 d'una empresa financera, 7 d'empreses immobiliàries, 3 d'empreses de serveis, 3 d'entitats de l'administració pública i 2 d'empreses classificades com a «altres activitats de serveis».
Dels 14 establiments de servei als particulars que hi havia el 2009, 2 eren tallers de reparació d'automòbils i de material agrícola, 2 paletes, 1 guixaire pintor, 2 fusteries, 2 lampisteries, 1 electricista, 1 empresa de construcció, 1 perruqueria, 1 restaurant i 1 saló de bellesa.
Dels 3 establiments comercials que hi havia el 2009, 2 eren carnisseries i 1 una peixateria.
L'any 2000 a Contamine-sur-Arve hi havia 23 explotacions agrícoles que ocupaven un total de 720 hectàrees.

## Equipaments sanitaris i escolars
El 2009 hi havia 1 hospital de tractaments de curta durada i 1 farmàcia.
El 2009 hi havia una escola elemental.

## Poblacions més properes
El següent diagrama mostra les poblacions més properes.